# Dienstnadel für deutsche Eisenbahnerinnen

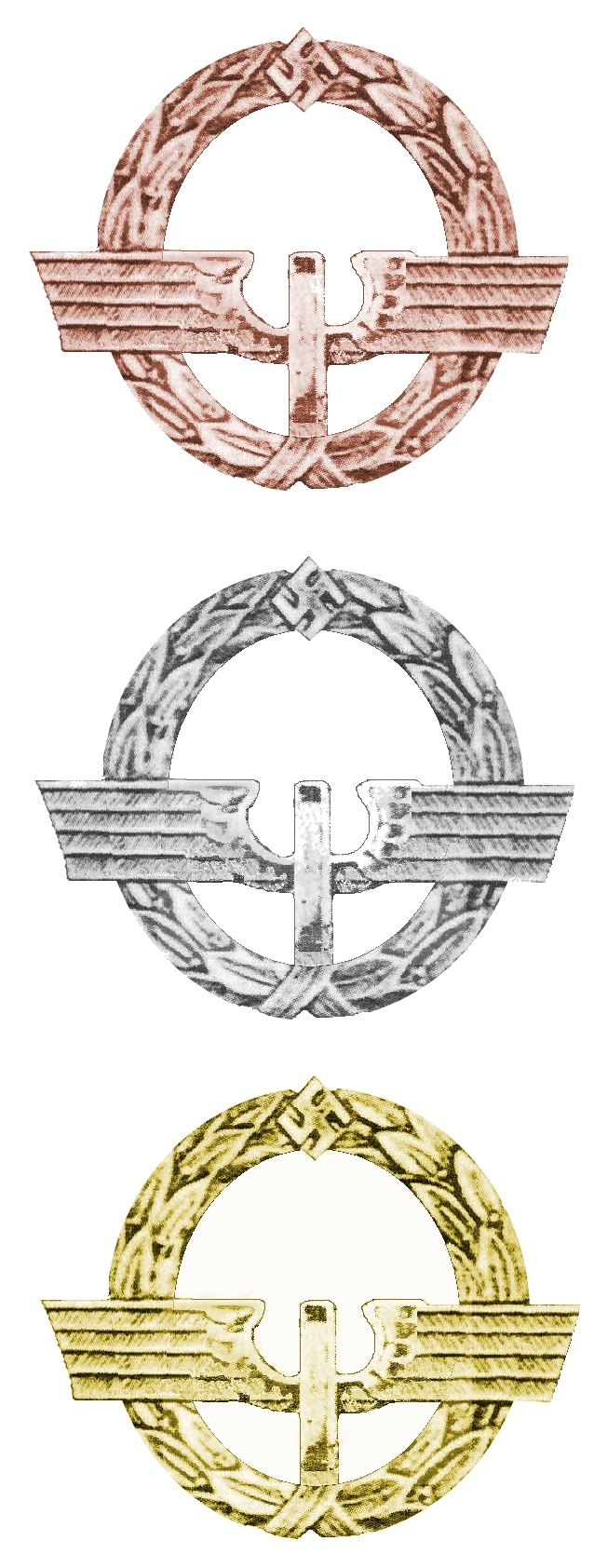
Stufen der Dienstnadel für deutsche Eisenbahnerinnen

Die Dienstnadel für deutsche Eisenbahnerinnen ist eine zivilen Auszeichnung aus der Zeit des Nationalsozialismus. Da sie im Oktober 1944 erstmals verliehen wurde, zählt sie zu den seltensten Auszeichnungen dieser Zeit. Sie wurde in drei Stufen und ausschließlich an Frauen verliehen, in Bronze für dreijährige, in Silber für sechsjährige und in Gold für zehnjährige Beschäftigung bei der Deutschen Reichsbahn oder einer ihr angegliederten Körperschaft.

## Geschichte
Zur Kompensation des während des Zweiten Weltkriegs rapide ansteigenden Personalmangels wurden neben Zwangsarbeitern und Kriegsgefangenen aus den besetzten Ländern auch „reichsdeutsche“ Frauen massiv zur Deutschen Reichsbahn verpflichtet, die so Ende 1943 bereits 190.000 Frauen beschäftigte. Sie mussten 54 bis 56 Wochenstunden arbeiten, waren zum Nachtdienst und, nach Erlass durch Reichsverkehrsminister Julius Dorpmüller, zu allen Vorrichtungen „zugelassen“. Am 25. Juli 1944, fünf Tage nach dem Attentat auf Hitler, ernannte dieser Joseph Goebbels zum „Reichsbevollmächtigten für den totalen Kriegseinsatz“. Eine seiner ersten Maßnahmen in dieser Funktion bestand in der Anweisung an Verwaltungen und Behörden, 30 Prozent ihres Personals zur militärischen Verwendung freizumachen. Die Reichsbahndirektion Berlin ordnete daraufhin an, dass es im „totalen Krieg“ unter keinen Umständen vorkommen darf, „… daß nunmehr noch Arbeiten von kriegsverwendungsfähigen Männern verrichtet werden, die auch von älteren Kräften, Frauen und Ausländern versehen werden können“. Die von der zusätzlichen Arbeitsbelastung besonders betroffenen Reichsbahnerinnen, von deren Loyalität und Motivation das Funktionieren der Reichsbahn unmittelbar abhängig war, sollten als symbolische Gratifikation mit einer „Dienstnadel“ geehrt werden.
Wahrscheinlich im August 1944, das genaue Datum ist unbekannt, stiftete Reichsverkehrsminister Dorpmüller die „Dienstnadel für deutsche Eisenbahnerinnen“. Am 6. September 1944 vermeldete das amtliche Nachrichtenblatt der Deutschen Reichsbahn:
„Die bei der Deutschen Reichsbahn und den deutschen nichtreichseigenen Eisenbahnen in großer Anzahl eingestellten Frauen haben sich im Eisenbahndienst ausgezeichnet bewährt. Mit ihrem Arbeitseifer und ihrer Pflichttreue haben sie dazu beigetragen, daß die deutschen Eisenbahnen ihre gewaltigen Aufgaben im Dienste der Kriegsführung und Kriegswirtschaft erfüllen können. In Würdigung der beispielhaften Leistungen der deutschen Eisenbahnerinnen hat der Reichsverkehrsminister vor kurzem eine Dienstnadel als besondere Auszeichnung für Eisenbahnerinnen gestiftet. Sie wird an die weiblichen Gefolgschaftsmitglieder verliehen, die unter besonders schwierigen Verhältnissen an Stelle eines Mannes bei den deutschen Eisenbahnen Dienst leisten und soll zugleich den Dank der männlichen Gefolgschaft der deutschen Eisenbahnen für die Mitarbeit zum Ausdruck bringen, die die Frau Seite an Seite mit dem Mann im schweren Kriegseinsatz leistet.“
„Die Dienstnadel wird in drei Stufen verliehen, in Bronze für dreijährige, in Silber für sechsjährige und in Gold für zehnjährige Beschäftigung.“
Die Deutsche Uniformenzeitschrift vom September 1944 veröffentlichte eine stark verkürzte Version dieses Textes, in dem die „Dienstnadel“ zudem als „Ehrennadel“ bezeichnet wurde. Daraufhin musste sie in der folgenden Ausgabe eine Klarstellung der Präsidialkanzlei drucken, in der unter anderem festgestellt wurde, dass die Dienstnadel kein Ehrenzeichen im Sinne des Ordensgesetzes von 1937 ist, und daher die Bezeichnung „Ehrennadel“ falsch sei.
Die ersten 30 Verleihungen wurden im Oktober 1944 von Albert Ganzenmüller, Staatssekretär im Reichsverkehrsministerium, vorgenommen.

## Dekoration
Die Dienstnadel besteht aus einem ca. 30 mm breiten und 22 mm hohen stilisierten Lorbeerkranz, der in seiner unteren Mitte gebunden nach oben hin sich in einem Hakenkreuz vereint. Der untere Teil des Lorbeerkranzes zeigt mittig das mit Adlerschwingen versehene Treibrad einer Lokomotive; ein Flügelrad, ähnlich dem Symbol der Reichsbahn. Man nimmt an, dass die goldene Ausführung nie verliehen wurde, dennoch waren 2006 einige Exemplare im Handel.